# Alexander Purnell
Alexander Purnell (født 30. januar 1995 i Sydney, Australien) er en australsk roer og olympisk guldvinder.
Purnell vandt en guldmedalje for Australien i firer uden styrmand ved OL 2020 i Tokyo. Resten af bådens mandskab bestod af Spencer Turrin, Jack Hargreaves og Alexander Hill. Australien vandt guldet efter en tæt finale, hvor man kom i mål 0,37 sekunder før sølvvinderne fra Rumænien og 0,84 sekunder foran Italien, der vandt bronze.
Purnell var desuden med i den australske dobbeltfirer, der vandt sølv ved VM 2018 i Plovdiv.

## OL-medaljer
- 2020:  Guld i firer uden styrmand